# Elite Model Look Quốc tế 2009
Elite Model Look Quốc tế 2009 được tổ chức vào ngày 18 tháng 10 năm 2009 tại thành phố Tam Á, Trung Quốc. Louise Masellis, đến từ Bỉ người chiến thắng cuộc thi năm 2008 đã trao giải nhất cuộc thi cho Julia Saner đến từ Thụy Sĩ.

## Top 15
| Final results         | Contestant |
| --------------------- | --- |
| Elite Model Look 2009 | - Thụy Sĩ - Julia Saner |
| 1st Runner-up         | - Italia - Caterina Ravaglia |
| 2nd Runner-up         | - Pháp - Manon Pieto / Vương quốc Anh - Emily Smith |
| Top 15                | - Mauritius - Clara Thierry - Italia - Emiliana Carli - Romania - Georgiana Saraev - Thụy Điển - Linnea Ahlman - Cộng hòa Séc - Marketa Fridrichova - Thụy Sĩ - Natasa Mitrovic - Đan Mạch - Sabrina Rathje - Hoa Kỳ - Sarah Joffs - Serbia - Simona Andrejić - Nga - Svetlana Krivonozhko - Trung Quốc - Xi Meng Yao |

## Thí sinh
| Quốc gia              | Tên                         | Chiều cao (m) |
| --------------------- | --------------------------- | ------------- |
| Algérie               | Chahineze Zerrouki          | 1.75          |
| Argentina             | Elena Roca                  | 1.75          |
| Áo                    | Daniela Olsacher            | 1.75          |
| Bỉ                    | Sandrine Quinet             | 1.73          |
| Bolivia               | Viviana Solares             | 1.76          |
| Bosnia                | Tamara Gataric              | 1.74          |
| Bulgaria              | Veronika Vladinova          | 1.80          |
| Chile                 | María Teresa Stange         | 1.73          |
| Colombia              | Claudia Cueter              | 1.73          |
| Cộng hòa Séc          | Marketa Fridichova          | 1.75          |
| Cộng hòa Séc          | Nikola Paurova              | 1.77          |
| Đan Mạch              | Sabrina Rathje              | 1.75          |
| Cộng hòa Dominica     | Ana Moreno                  | 1.80          |
| Anh                   | Bettanie Lider              | 1.75          |
| Anh                   | Emily Smith                 | 1.77          |
| Pháp                  | Alexia Canova               | 1.73          |
| Pháp                  | Charlotte Reboutier         | 1.77          |
| Pháp                  | Manon Pieto                 | 1.85          |
| Pháp (Reunion Island) | Melissa Vimard              | 1.72          |
| Georgia               | Marita Janashia             | 1.78          |
| Đức                   | Nila Conzen                 | 1.78          |
| Hồng Kông             | Ka Yu (Joey) Au             | 1.73          |
| Hungary               | Boglarka Bene               | 1.78          |
| Ấn Độ                 | Erika Packard               | 1.78          |
| Israel                | Barre Levin                 | 1.72          |
| Italia                | Caterina Ravaglia           | 1.77          |
| Italia                | Emiliana Carli              | 1.77          |
| Nhật Bản              | Yui Okuma                   | 1.73          |
| Hàn Quốc              | Da Ye Kim                   | 1.77          |
| Lithuania             | Egle Vaitekenaite           | 1.73          |
| Mauritius             | Clara Thierry               | 1.72          |
| Mexico                | Claudia Lozano              | 1.77          |
| Morocco               | Soukaina Eljid              | 1.75          |
| Nigeria               | Annette Begg                | 1.75          |
| Perú                  | Alejandra Chavez            | 1.80          |
| Ba Lan                | Dominika Lukiewicz          | 1.75          |
| Ba Lan                | Patrycja Pasikowska         | 1.72          |
| Nga                   | Svetlana Krivonozhko        | 1.74          |
| Serbia                | Simona Andrejic             | 1.80          |
| Slovenia              | Zuzana Gredecka             | 1.80          |
| Thụy Điển             | Caroline Ludvigsson         | 1.76          |
| Thụy Điển             | Lannea Ahlman               | 1.73          |
| Thụy Sĩ               | Julia Saner                 | 1.81          |
| Thụy Sĩ               | Natalia Neumeister          | 1.79          |
| Thụy Sĩ               | Natasa Mitrovic             | 1.78          |
| Tây Ban Nha           | Gracia Maria Brettschneider | 1.78          |
| Nam Phi               | Candice Coetzer             | 1.75          |
| Tahiti                | Maimiti Tince               | 1.73          |
| Đài Loan              | Fiola Lee                   | 1.78          |
| Thái Lan              | Cherry Rattanapaithun       | 1.73          |
| Anh Quốc              | Bethany Leader              | 1.74          |
| Hoa Kỳ                | Emma Ostilly                | 1.75          |
| Hoa Kỳ                | Sarah Joffs                 | 1.80          |
| Zimbabwe              | Nyasha Matonhodze           | 1.79          |